# Фіви (Єгипет)
Фі́ви (дав.-гр. Θῆβαι, латинізація Thēbai), або Те́би (лат. Thebae), єгипетська назва Васет, Уасет (Waset) — столиця Верхнього Єгипту. Місто розташовувалося за 700 км на південь від Середземного моря, на східному березі Нілу. Спочатку місто мало назву Но-Аммон, або просто Но.
Було столицею Васета — IV нома Верхнього Єгипту. Столицею всього Єгипту це місто стало в епоху XI династії (Середнього царства) і залишалося таким аж до приходу до влади лівійських династій (22-й і 23-й) у X столітті до Р. Х.
Залишки Фів у сучасному місті Луксор — Карнакський і Луксорський храми — в числі перших оголошені пам'ятками Світової спадщини ЮНЕСКО.
На західному березі Нілу знаходяться висічені в скелях заупокійні храми та некрополі фараонів та їх наближених (див. долина Царів і долина Цариць), а також колоси Мемнона. Дещо в стороні розташований надземний поминальний храм цариці Хатшепсут (див. Дейр ель-Бахрі).
Найдавніше поселення на місці Уасета датується епохою Середнього палеоліту.

## Галерея

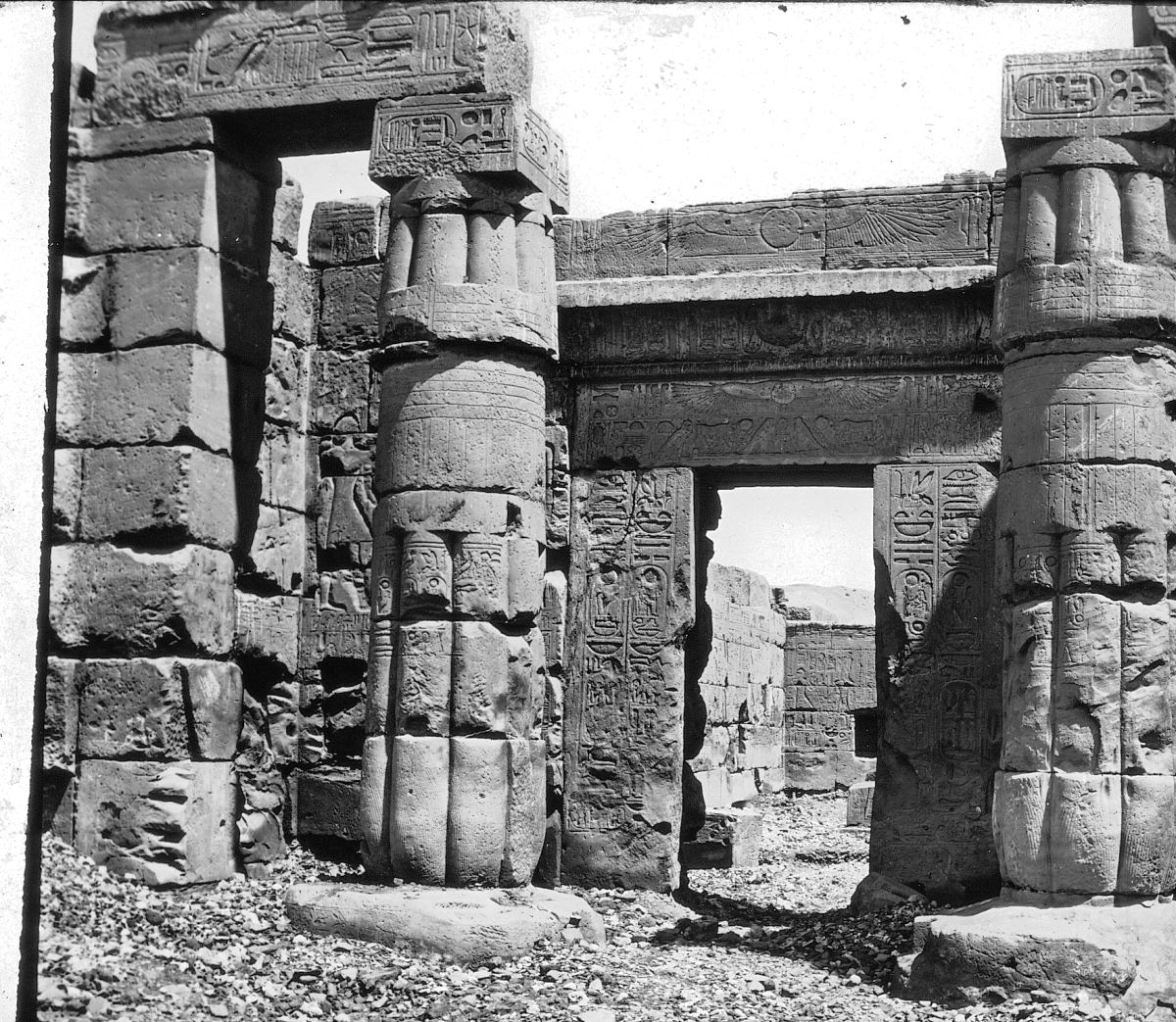
Східний вхід храму Сеті. Архів музею Брукліну
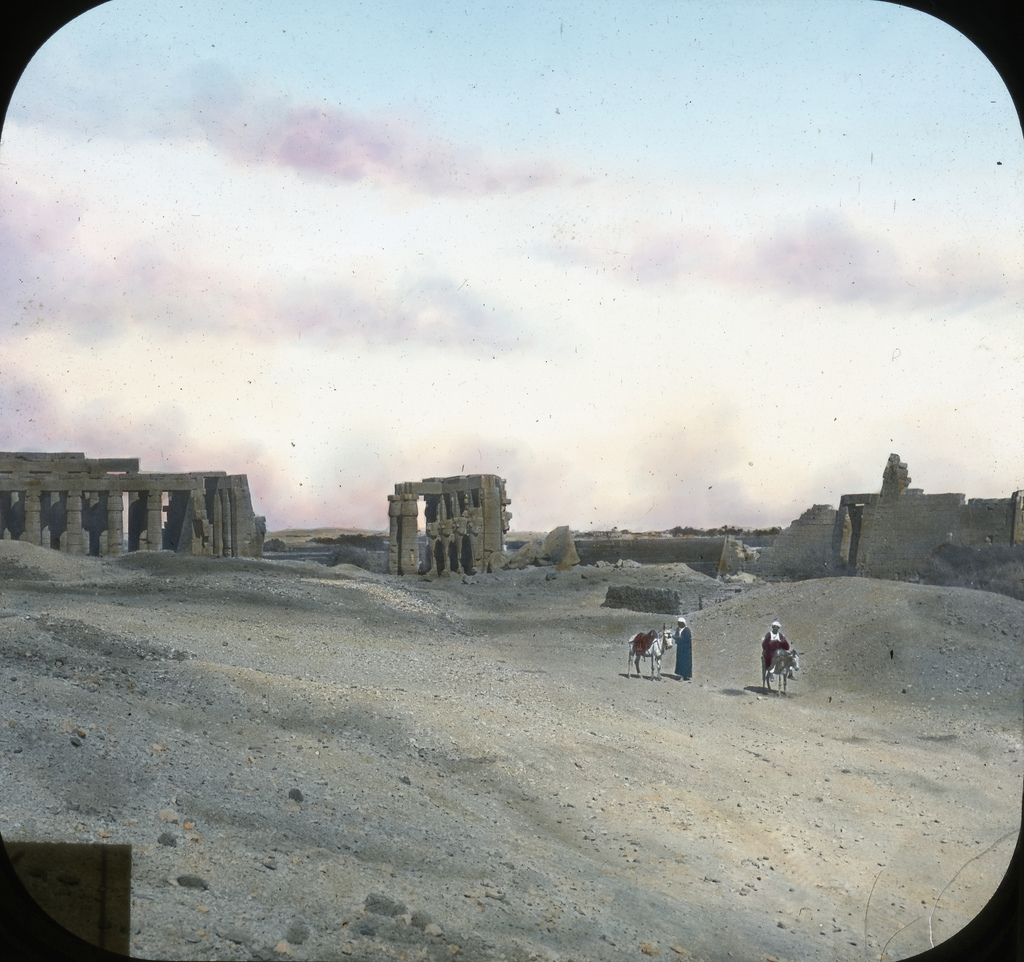
Фіви
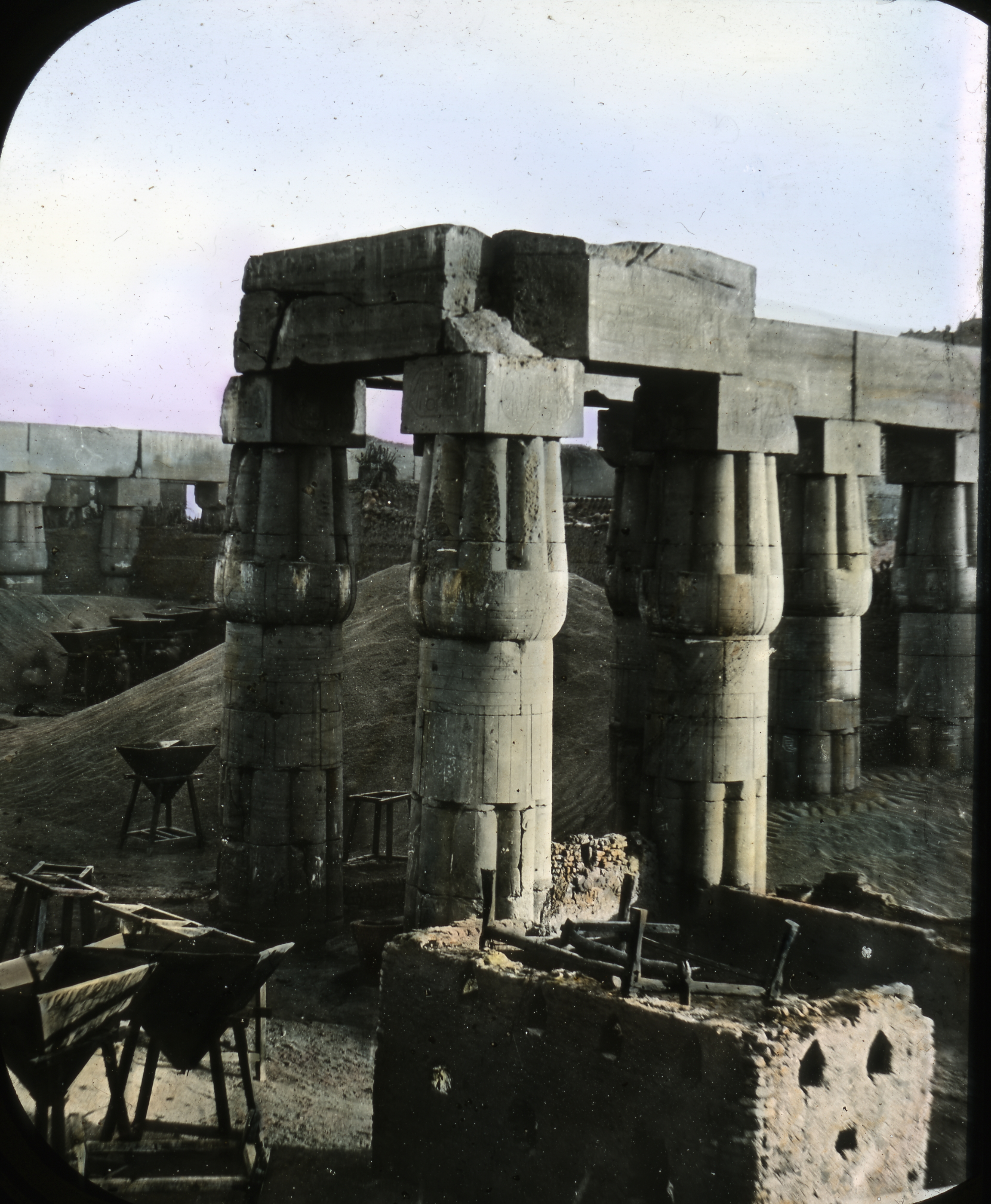
Задній двір перед розкопками. Архів музею Брукліну
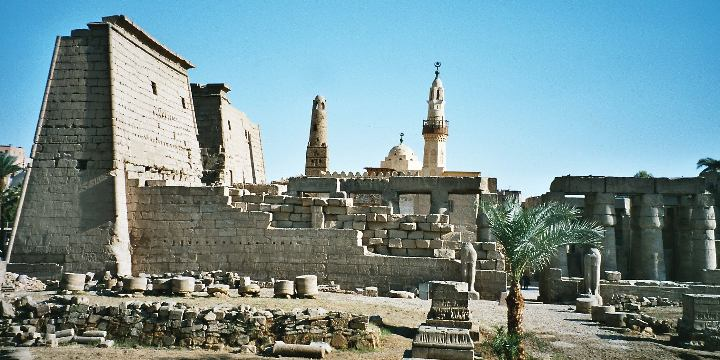
Луксорський храм
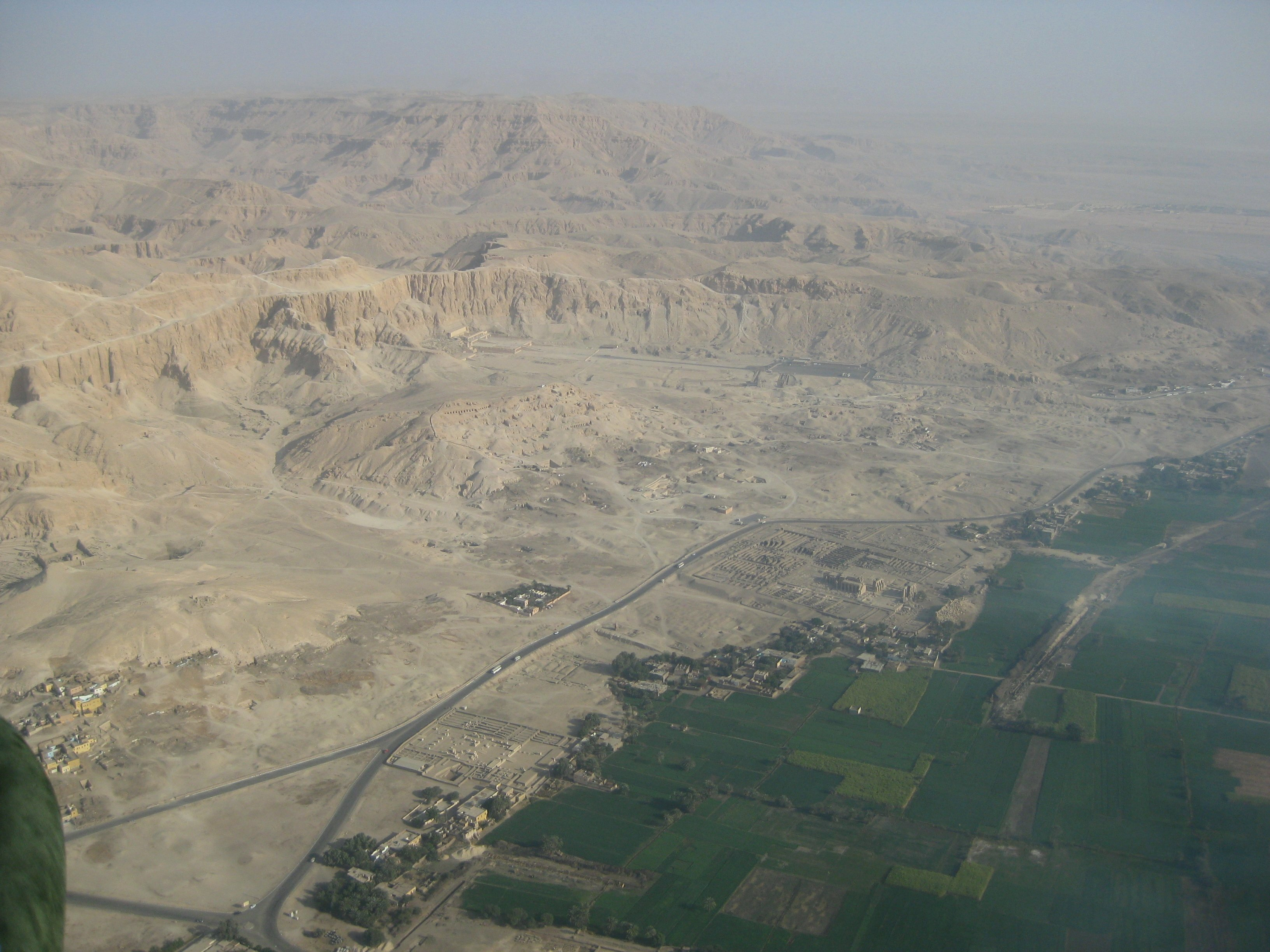
Фіванський некрополь
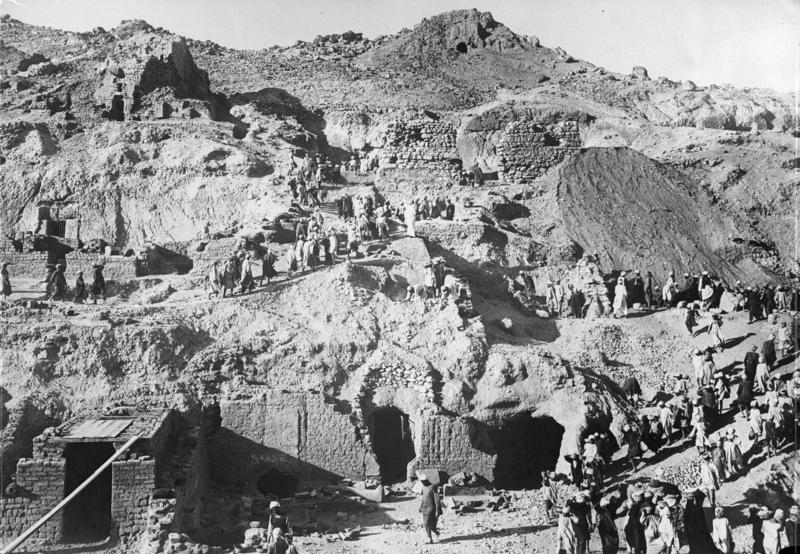
Розкопки

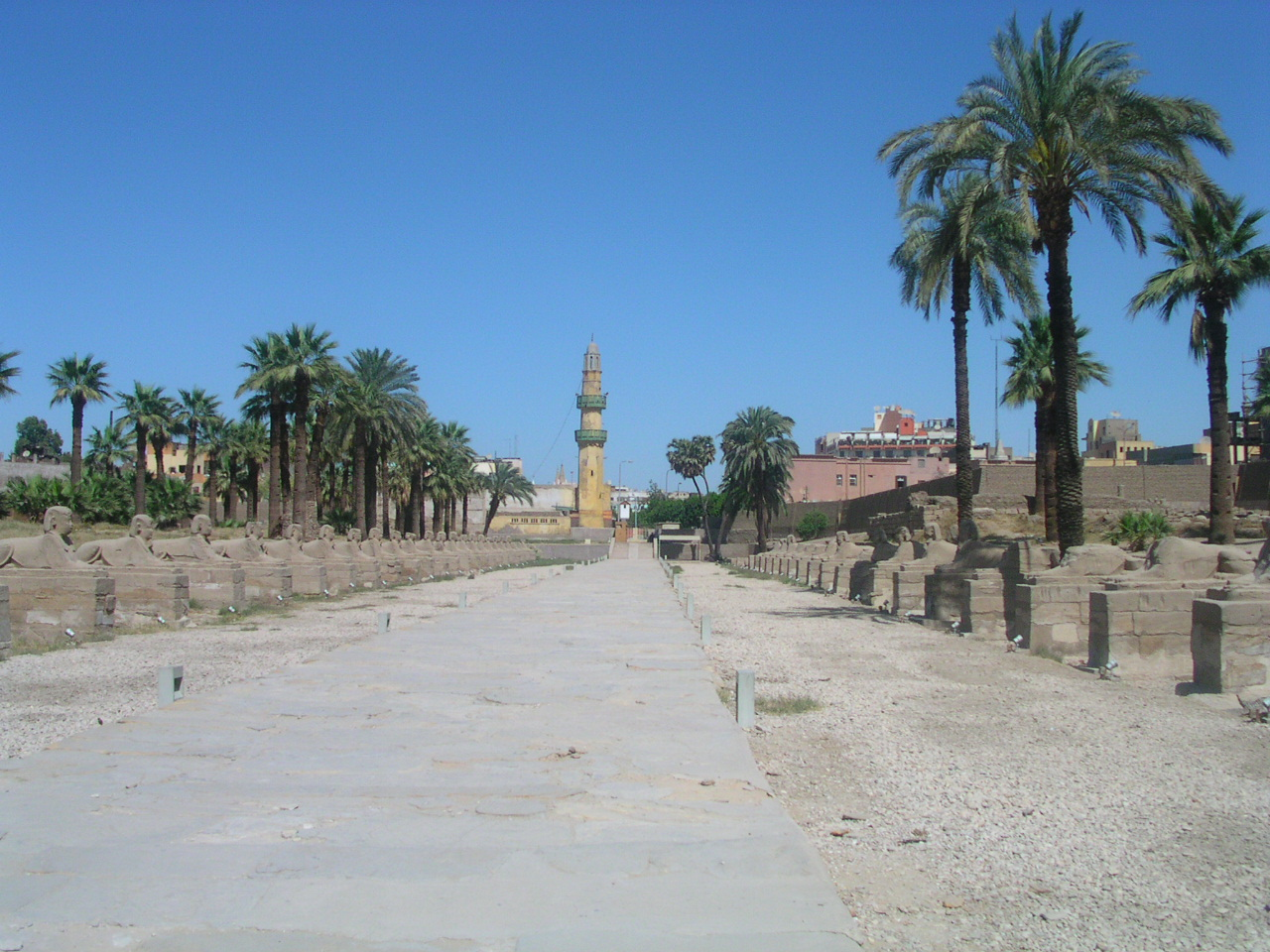
Алея сфінксів в околицях Карнака
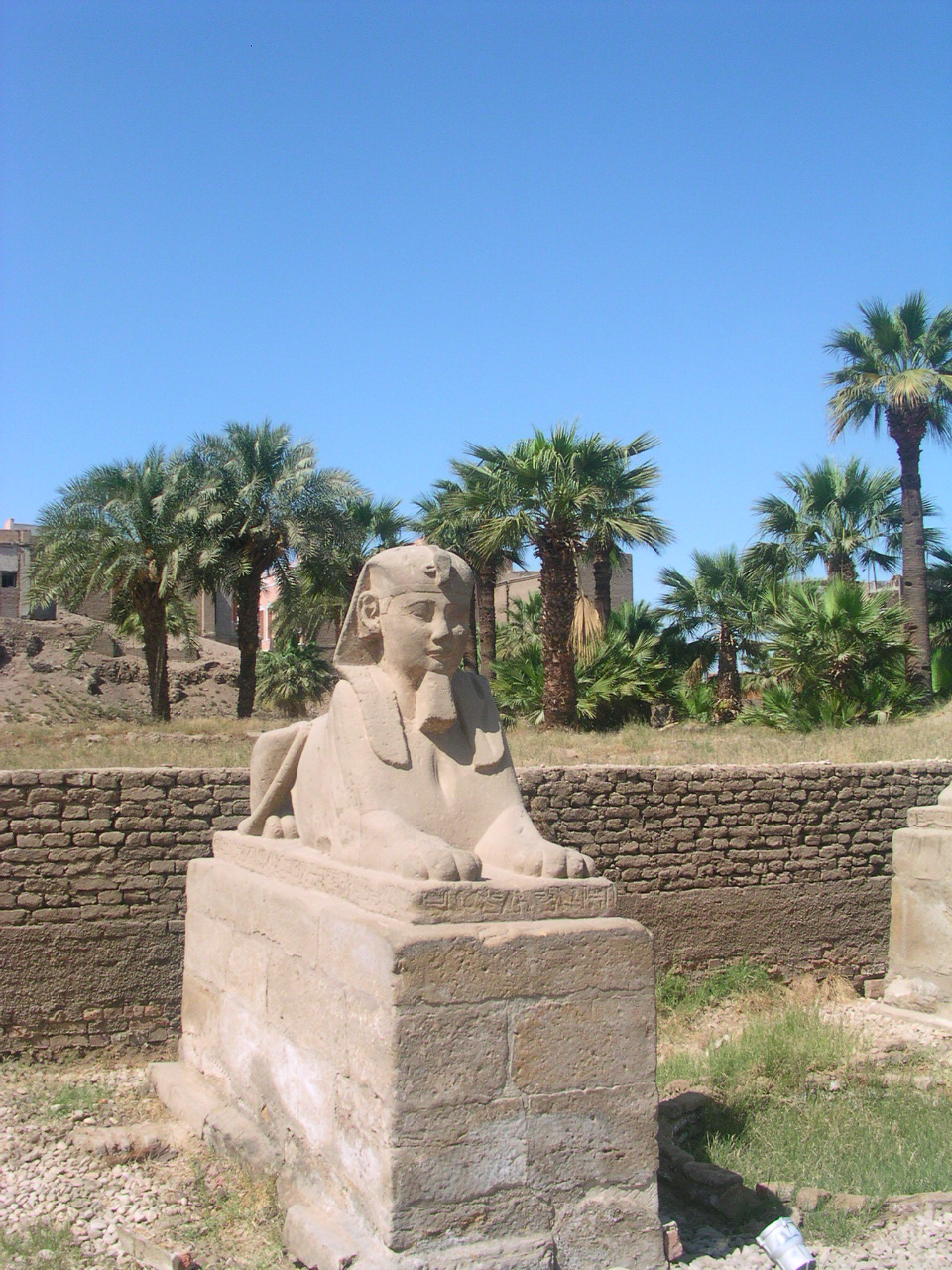
Добре збережений сфінкс
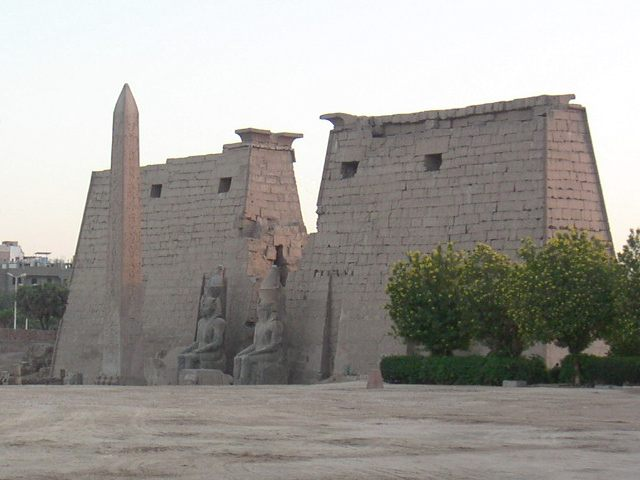
Масивний перший пілон
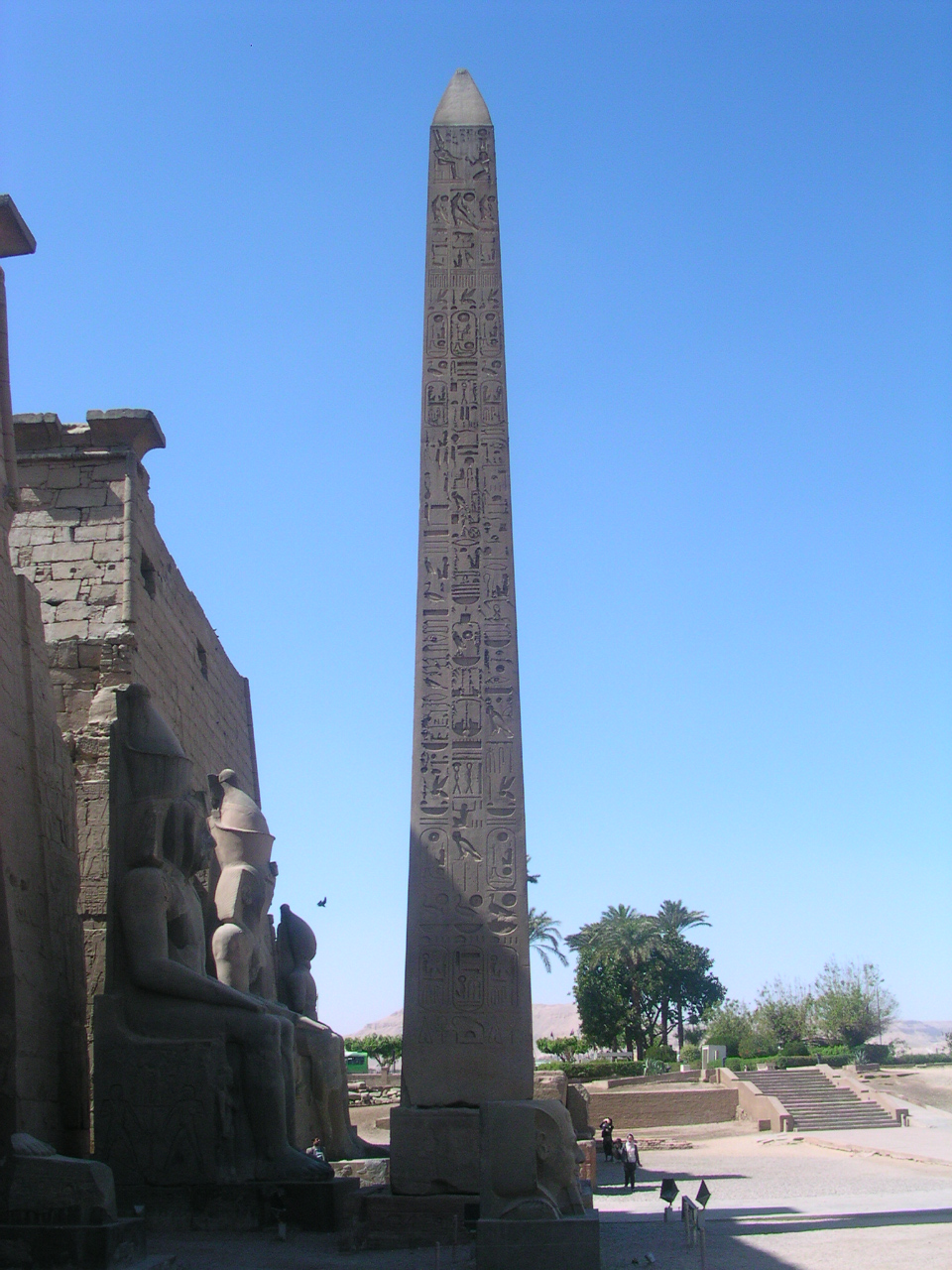
Обеліск з червоного граніту
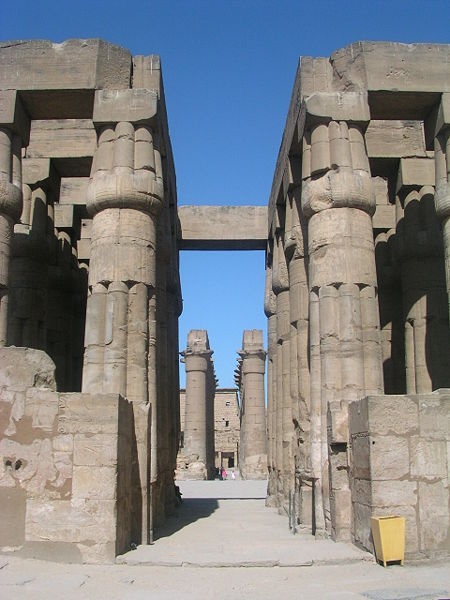
Центральний коридор храму
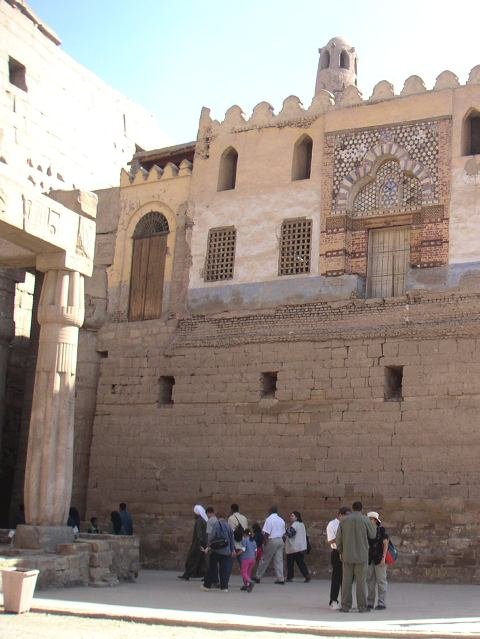
Мечеть всередині храму часів фараонів
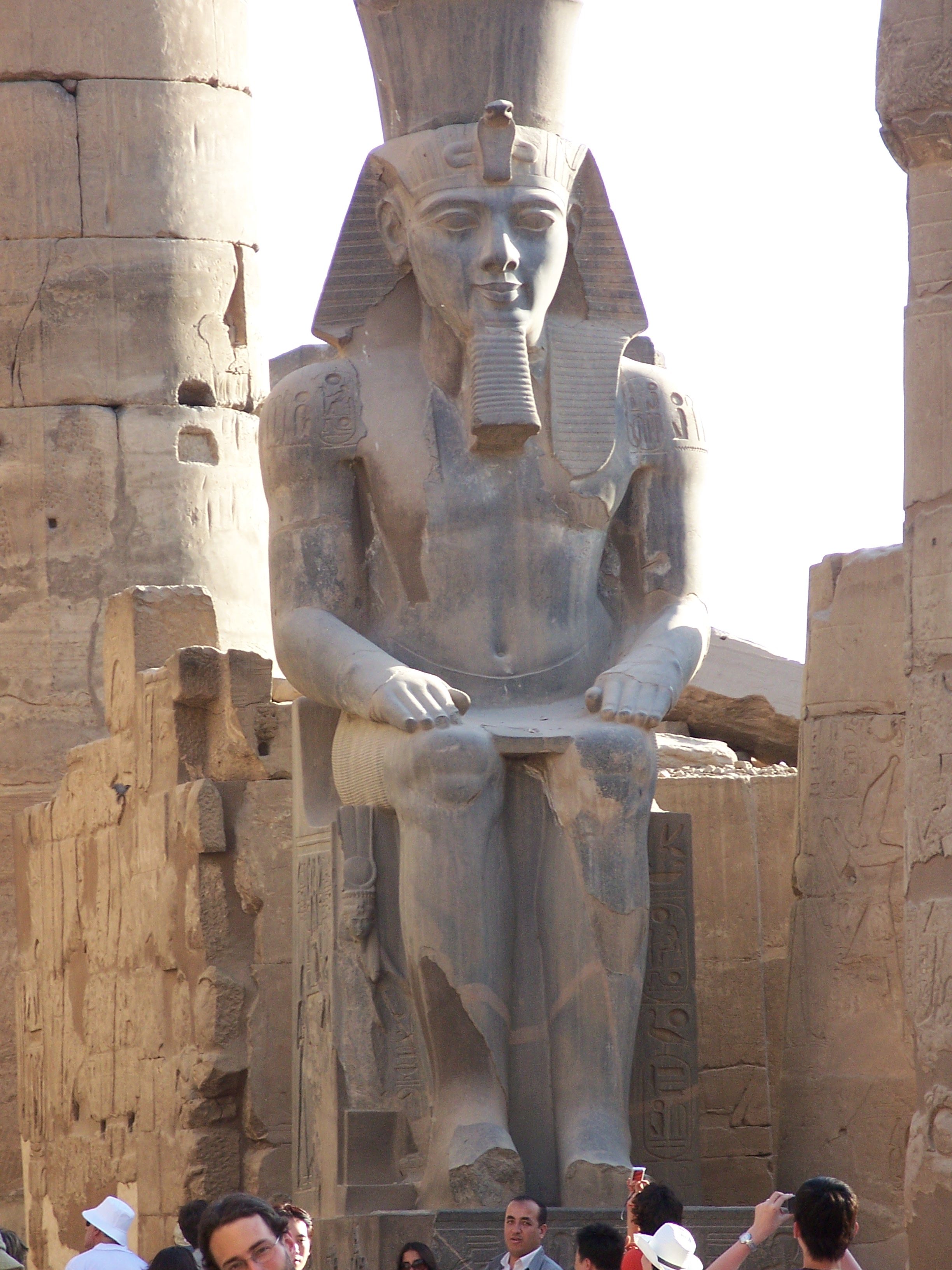
Сидячий колос Рамзеса II у Луксорському храмі
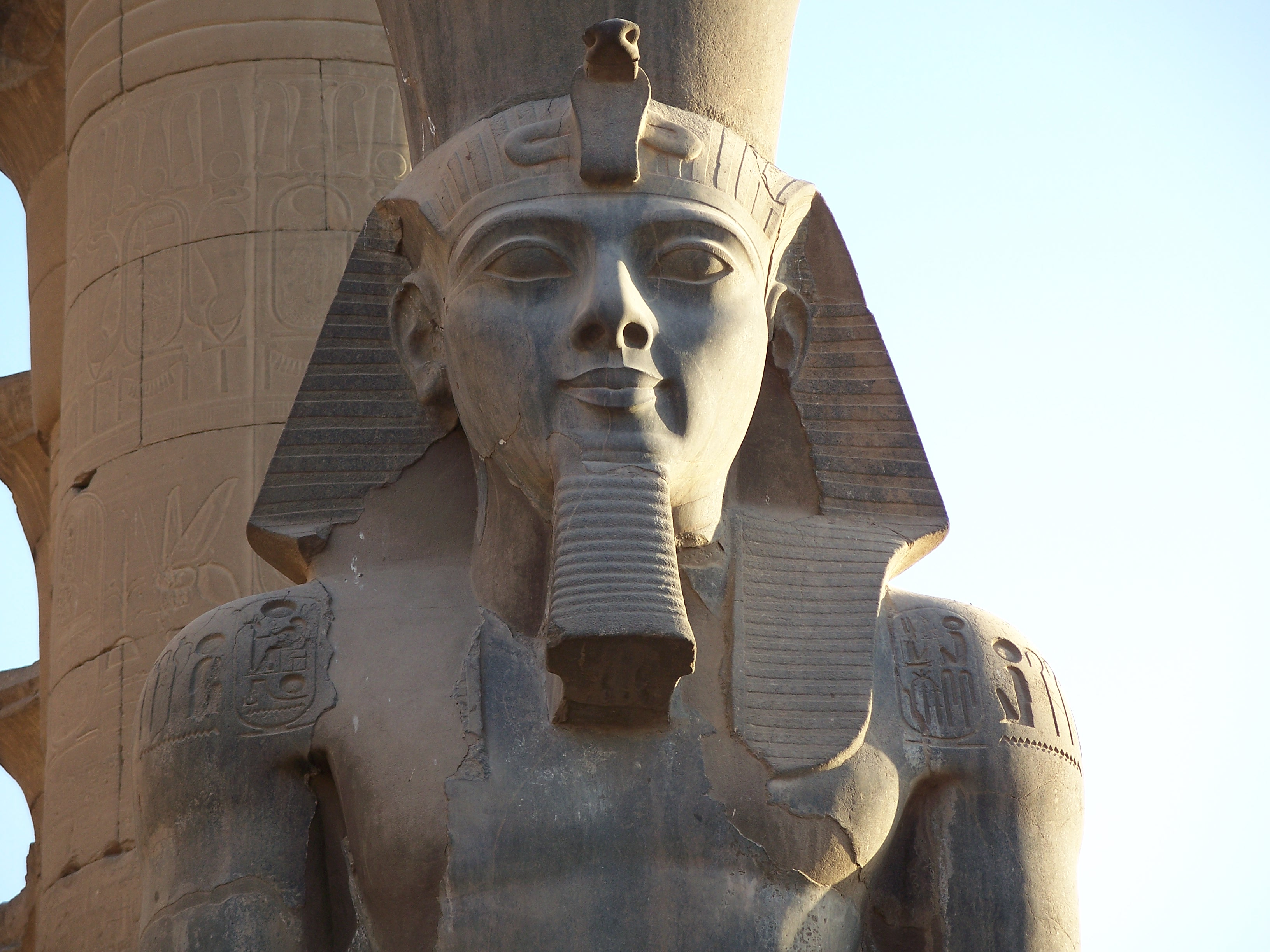
Голова великим планом
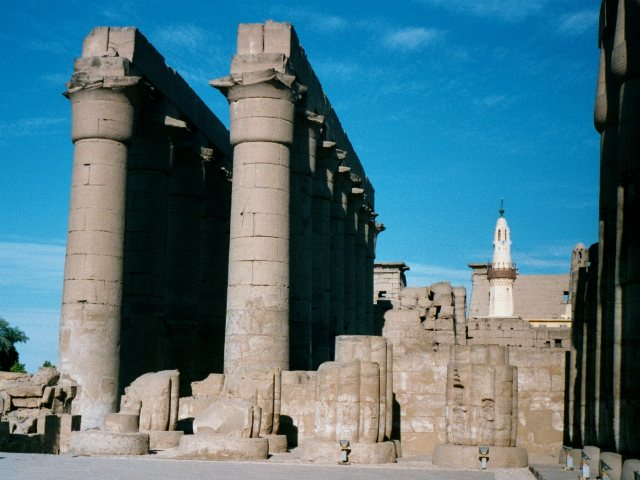
Колонада Аменхотепа у перистильному дворі
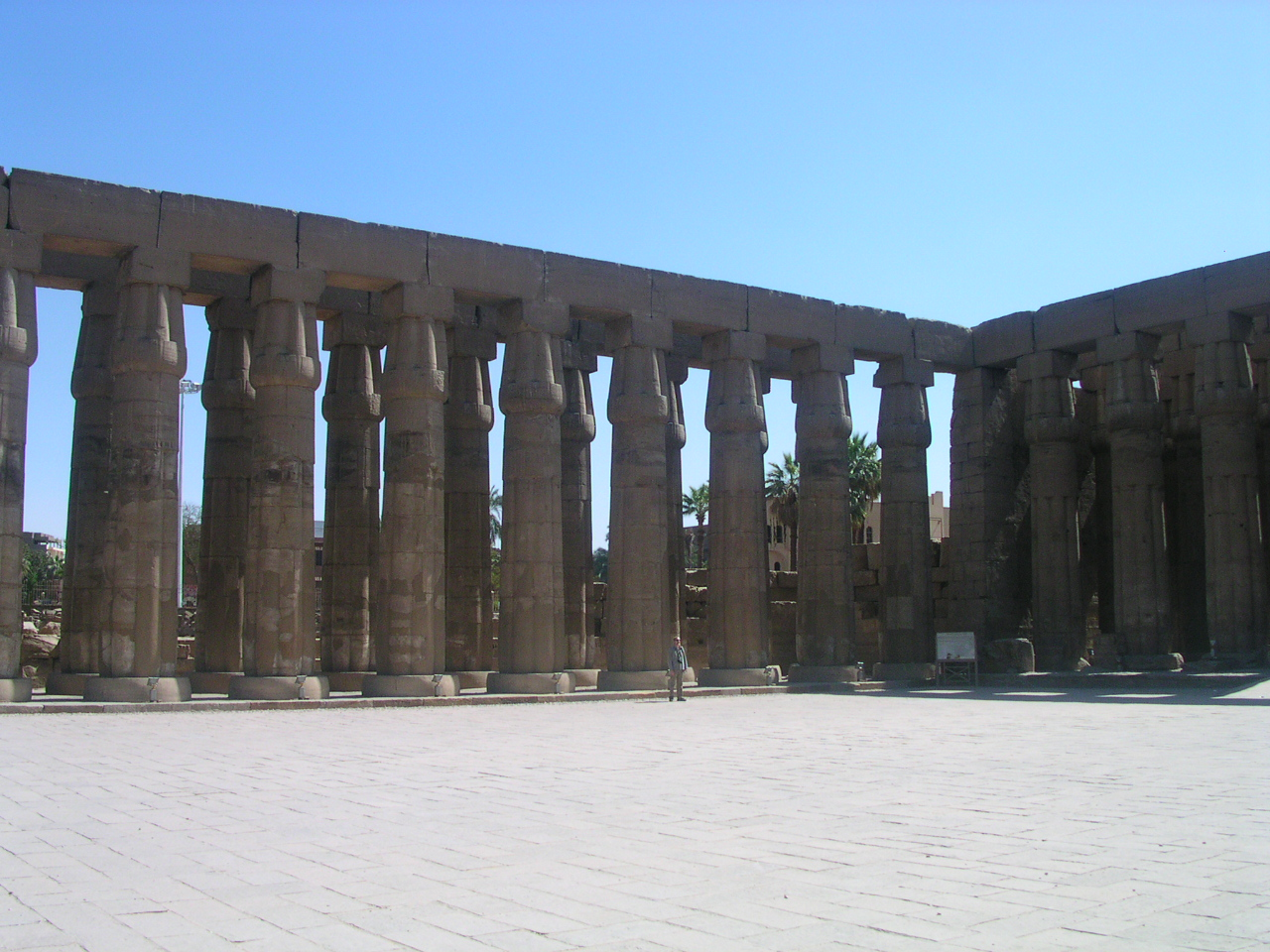
Східна сторона перистильного дворика Аменготепа III
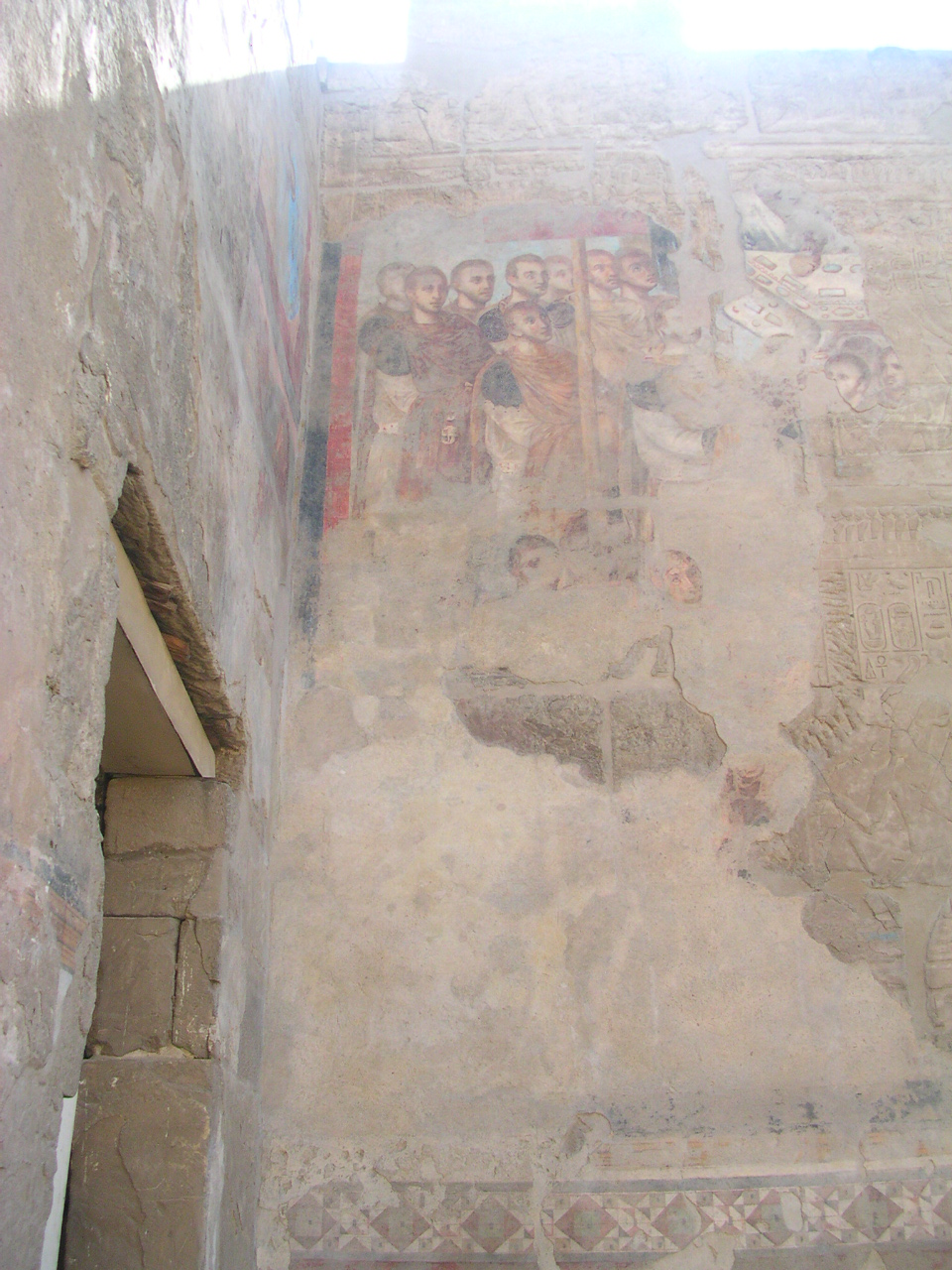
Римський стінопис у внутрішній камері
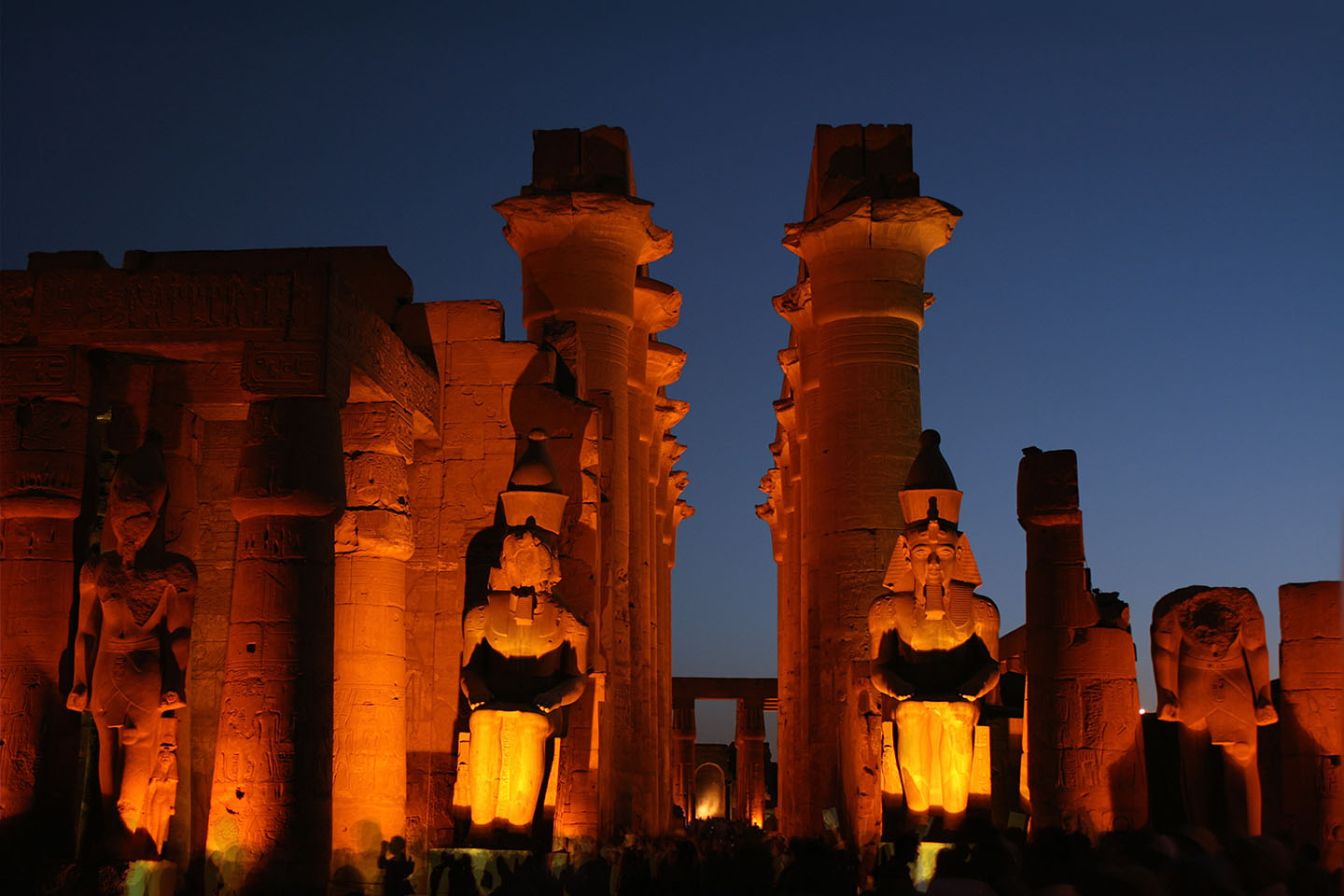
Центральний коридор з чотирма велетами вночі
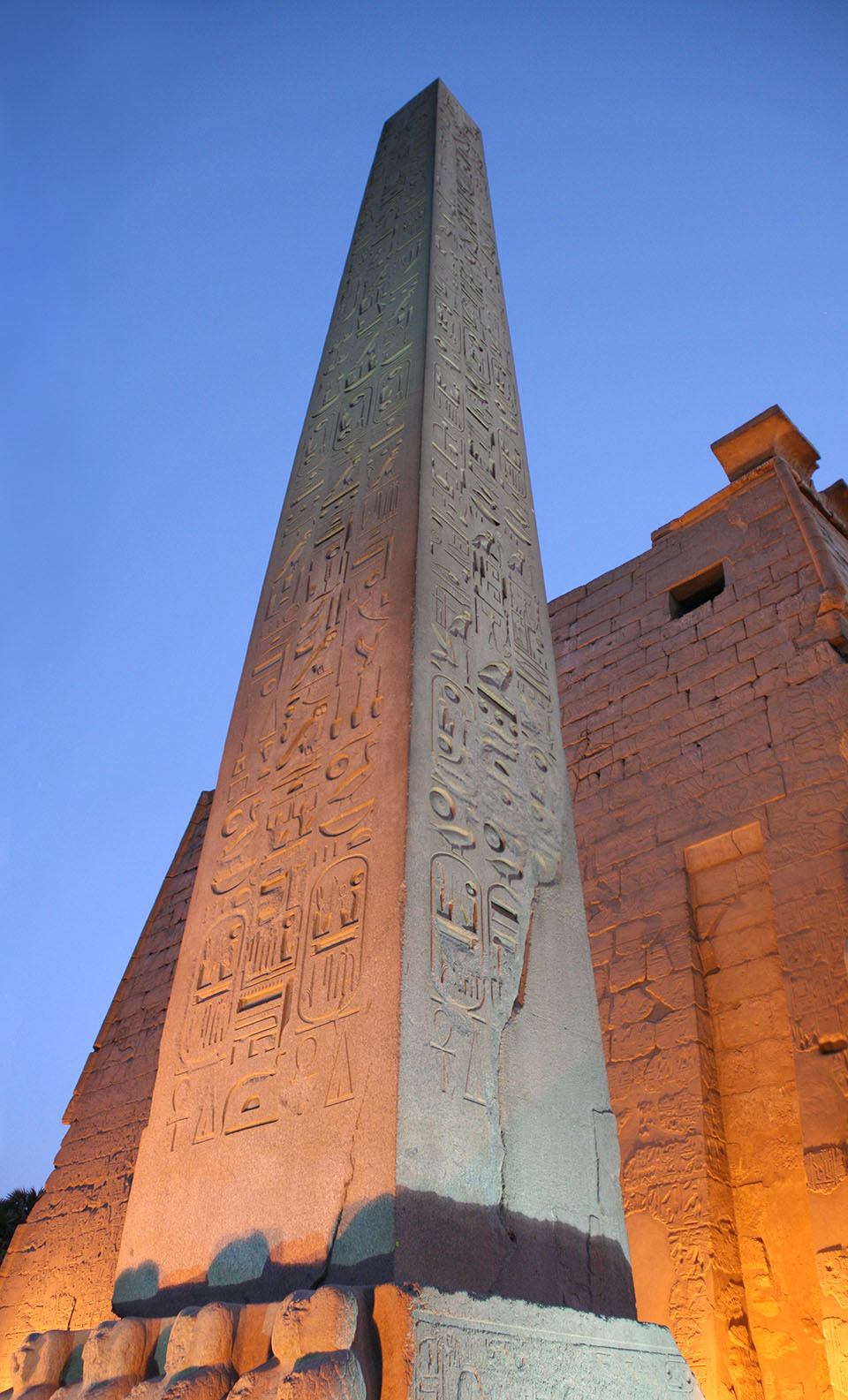
Червоний гранітний обеліск великим планом
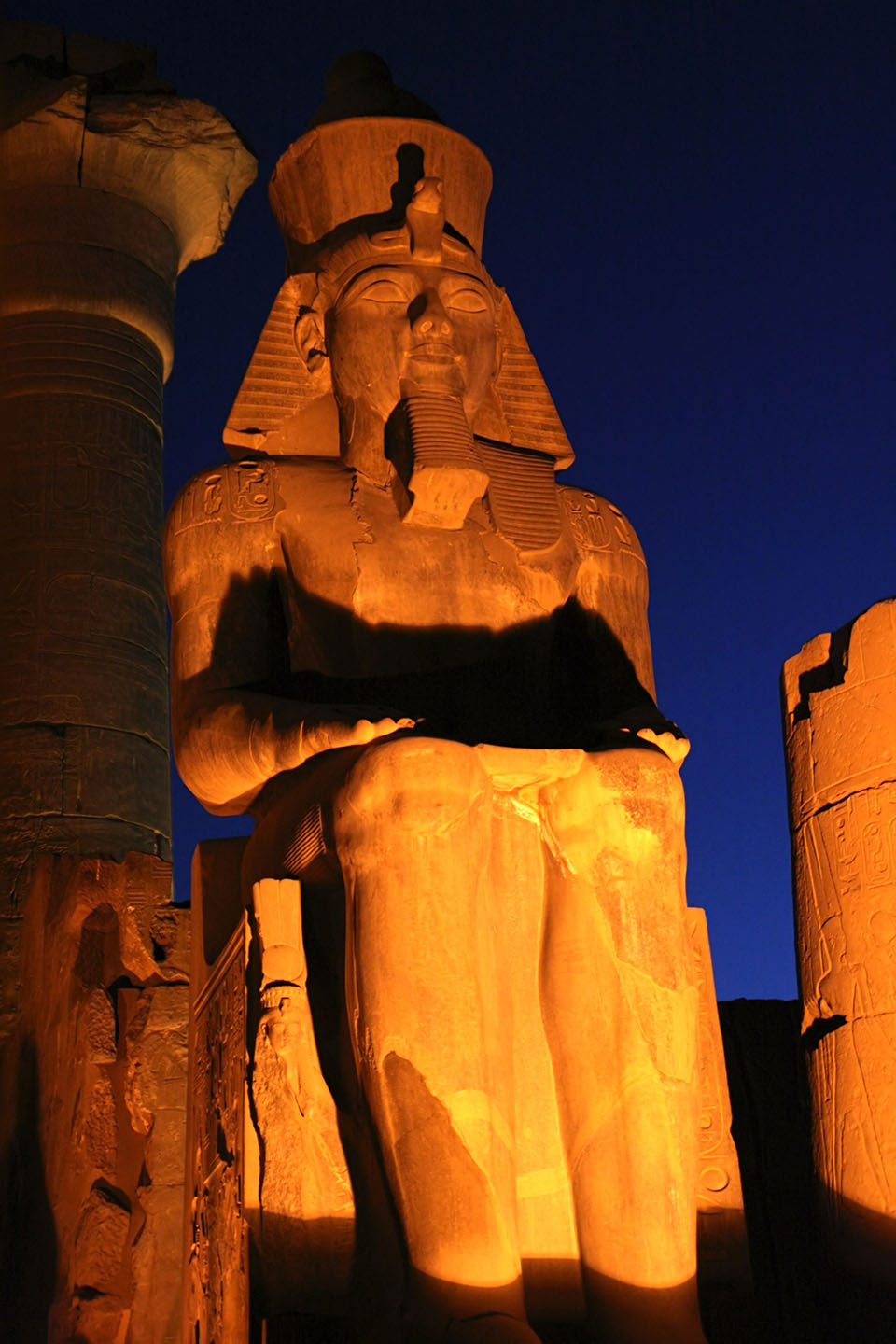
Гігантська сидяча статуя Рамзеса II всередині Луксорського храму вночі
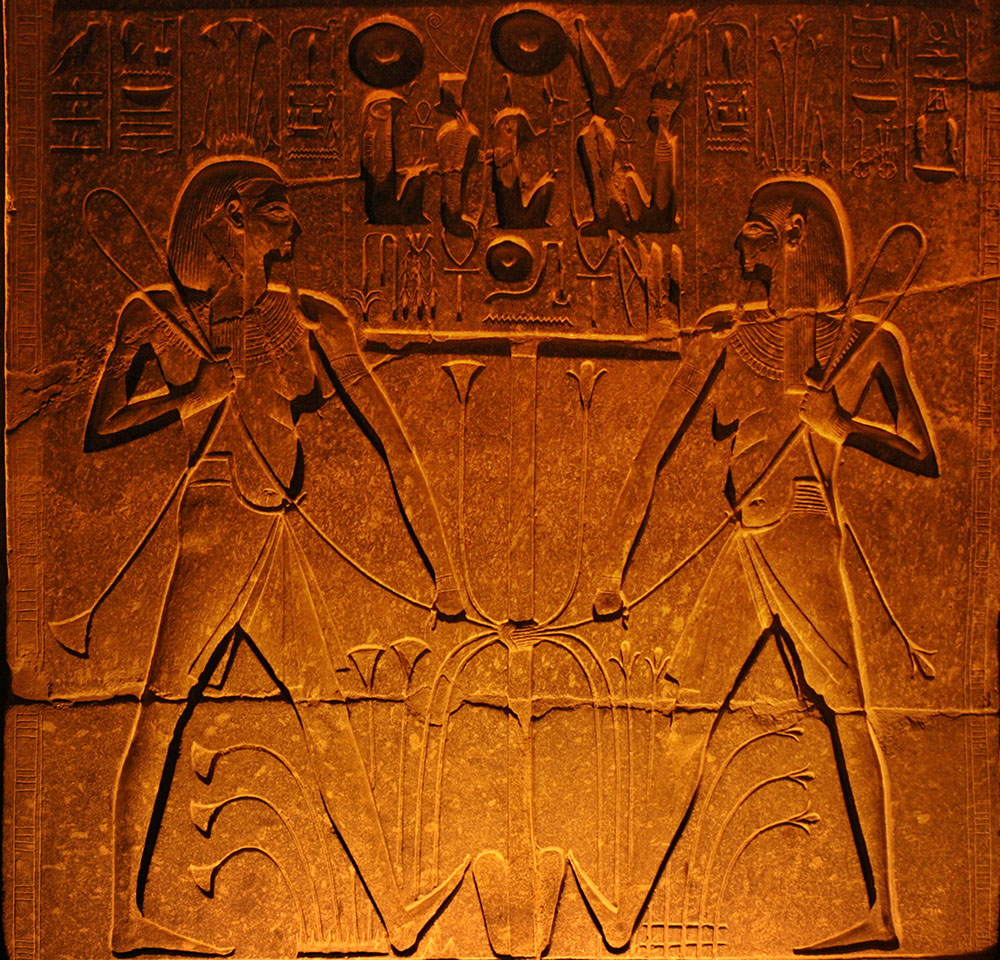
Стінний рельєф
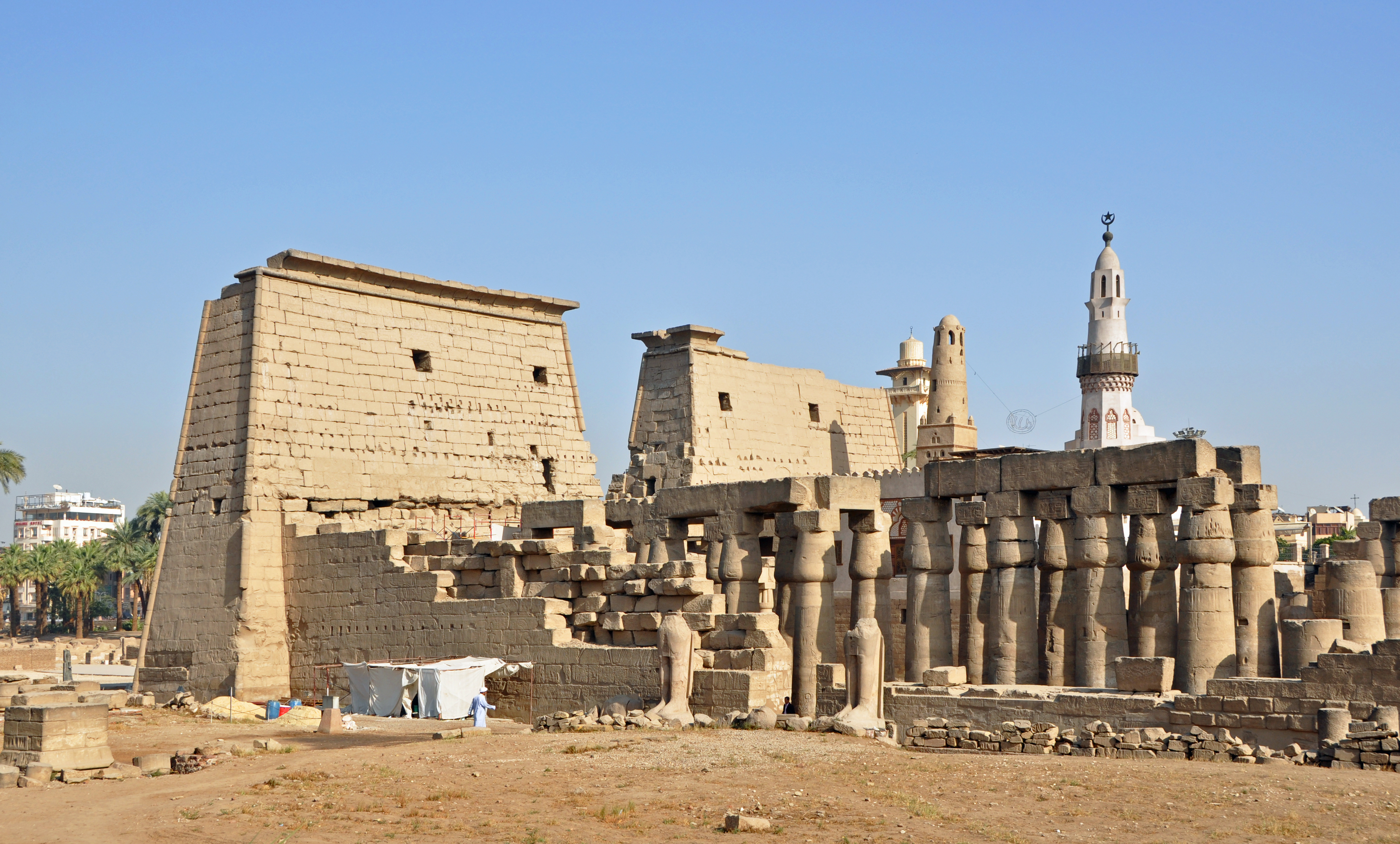
Північно-західна частина
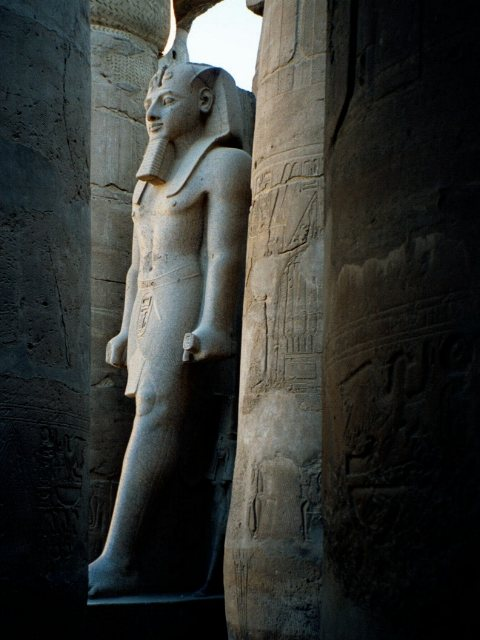
Статуя в Луксорському храмі
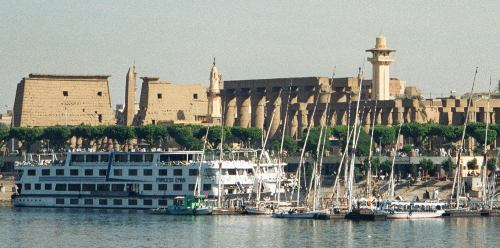
Панорама Луксору
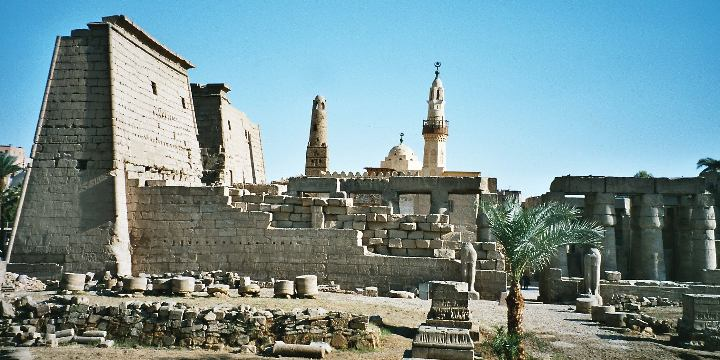
Луксорський храм
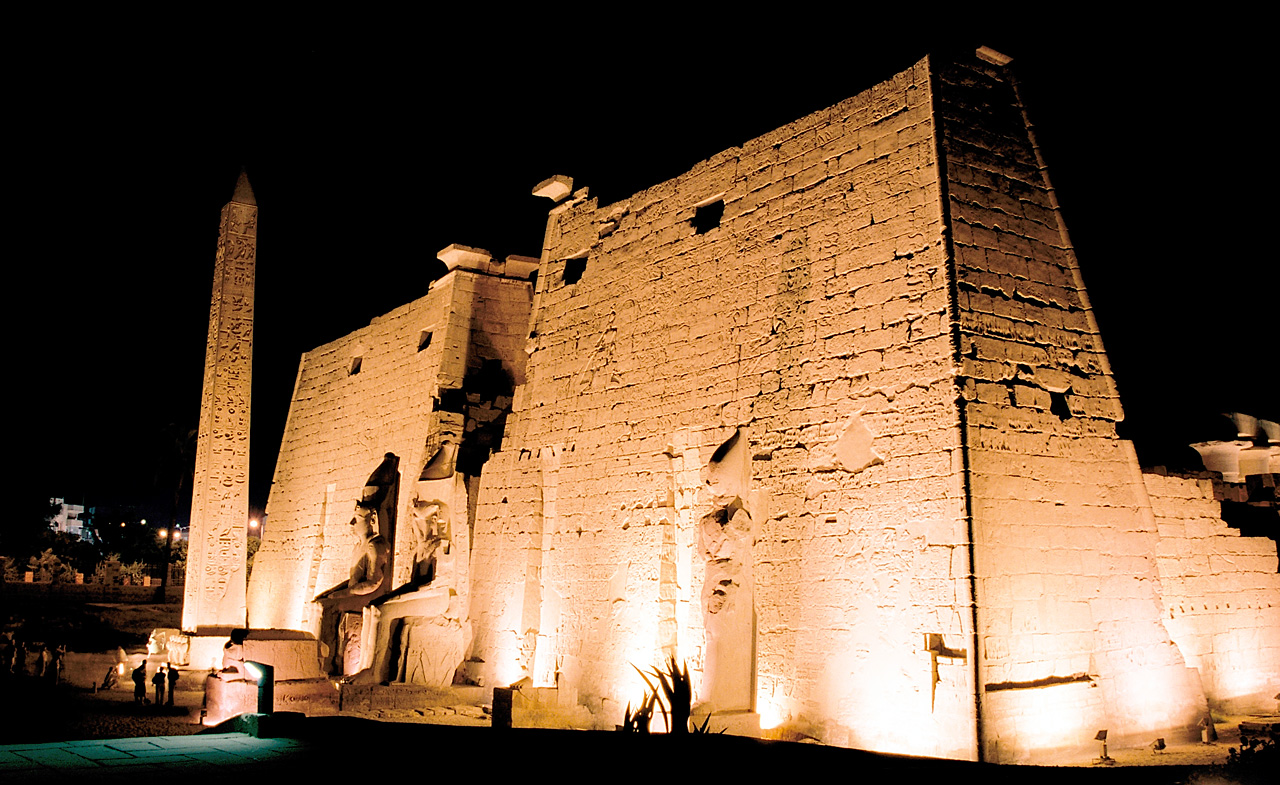
Пілони і обеліск перед входом до Луксорського храму
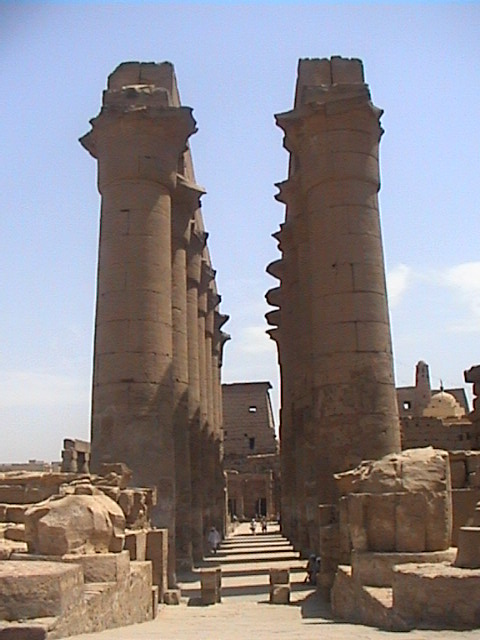
Ряди колон в Луксорському храмі
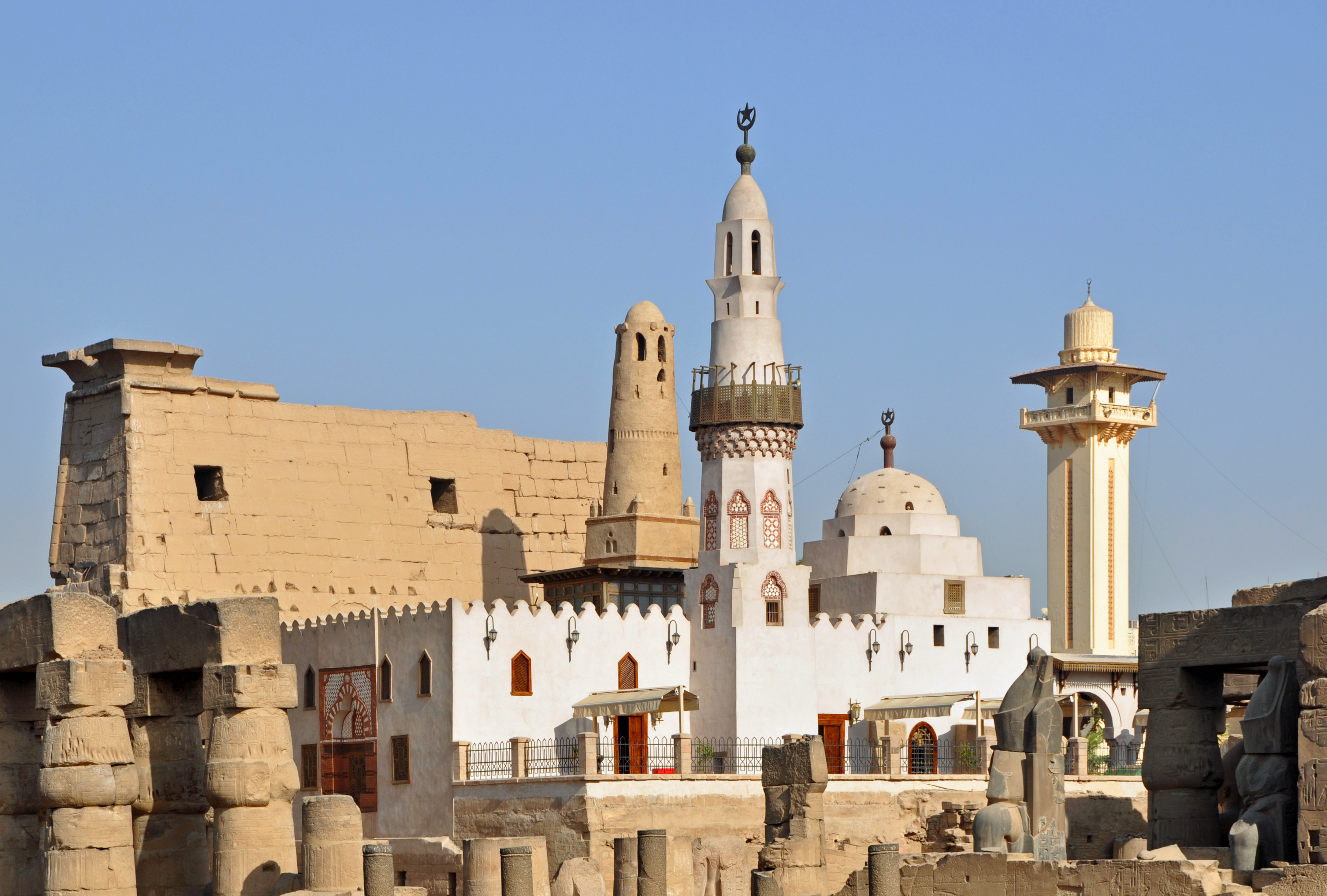
Мечеть Абу-л-Хаггага всередині Луксорського храму
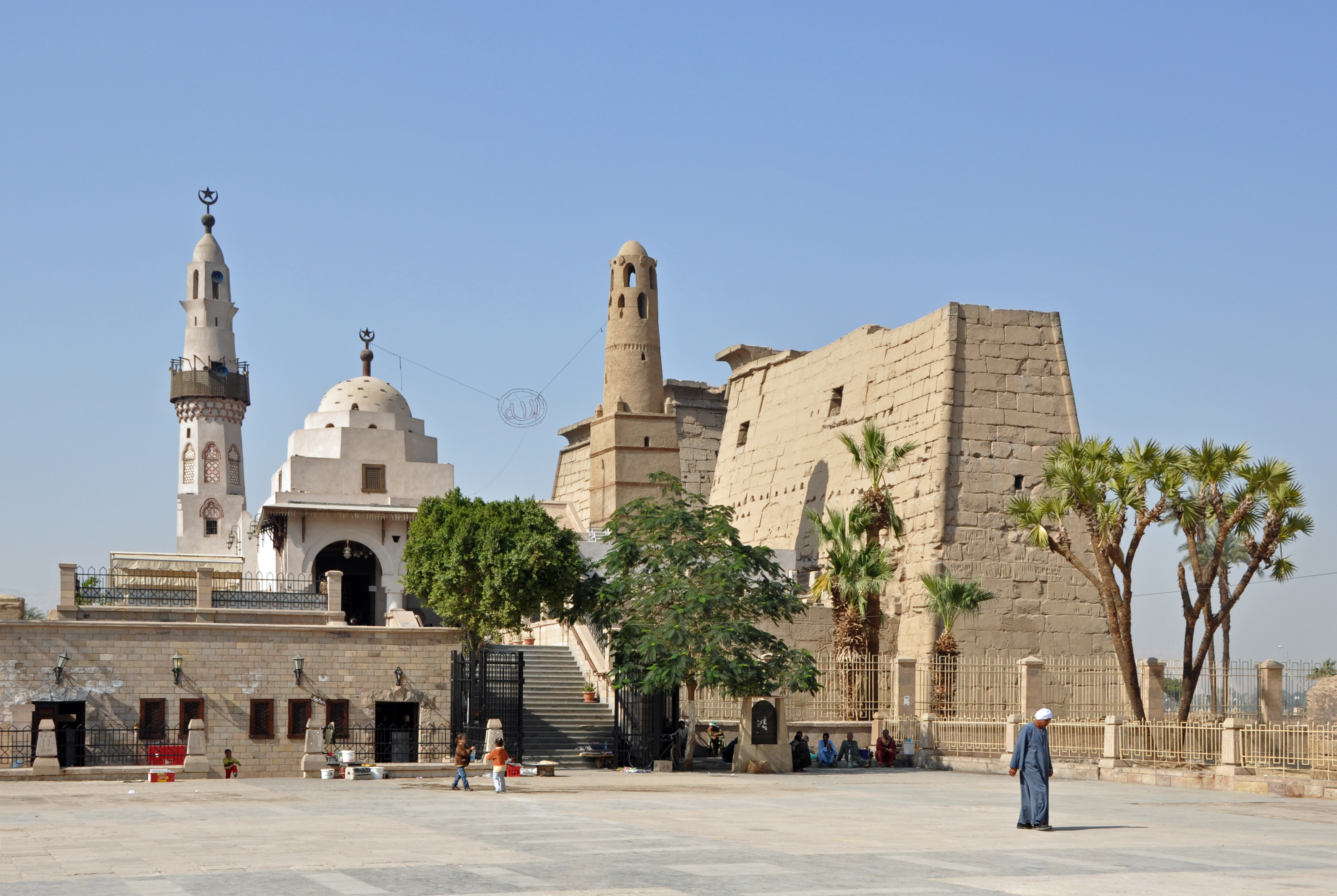
Мечеть Абу-л-Хаггага всередині Луксорського храму
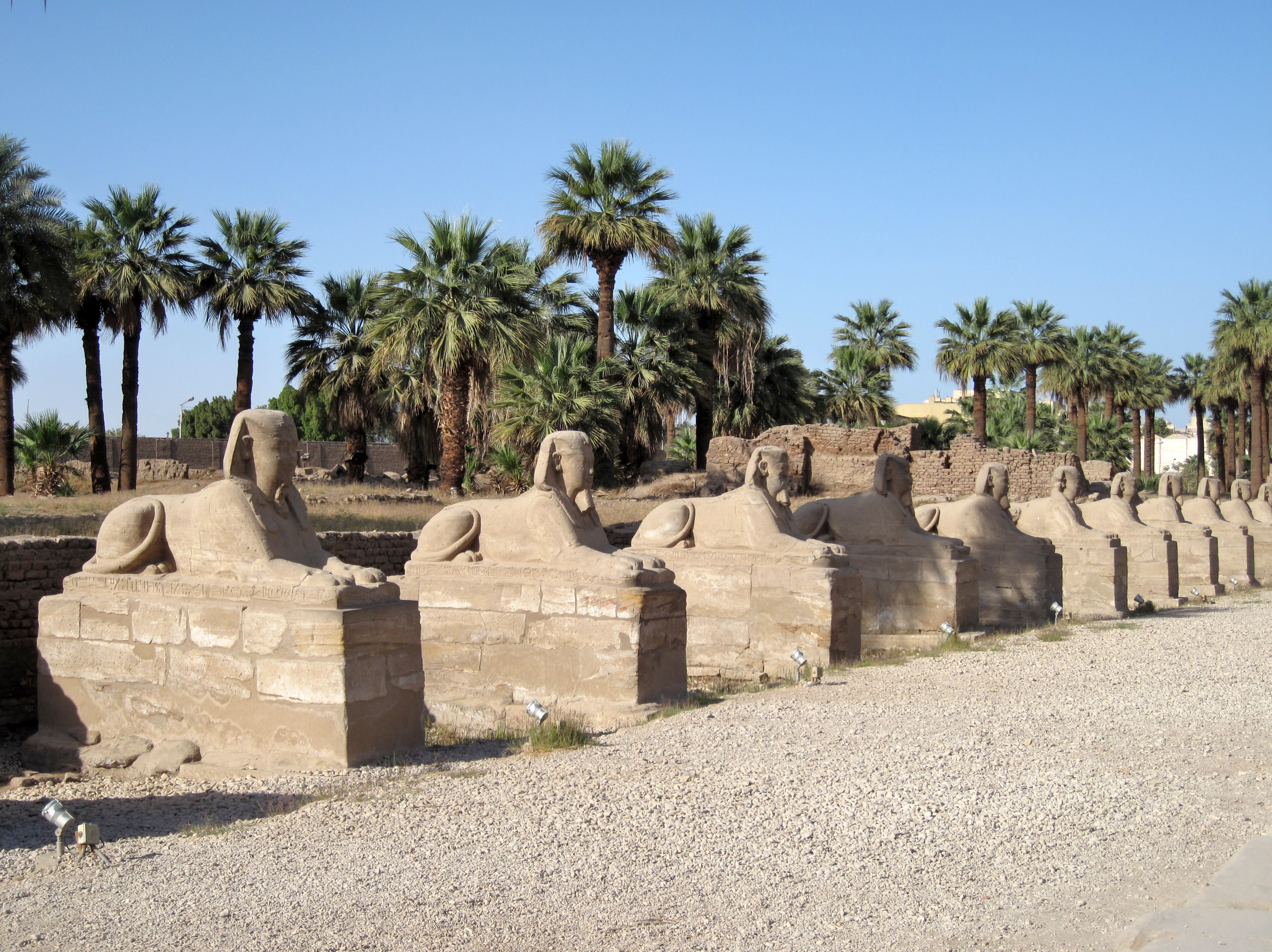
Велика Алея сфінксів до Луксорского храму
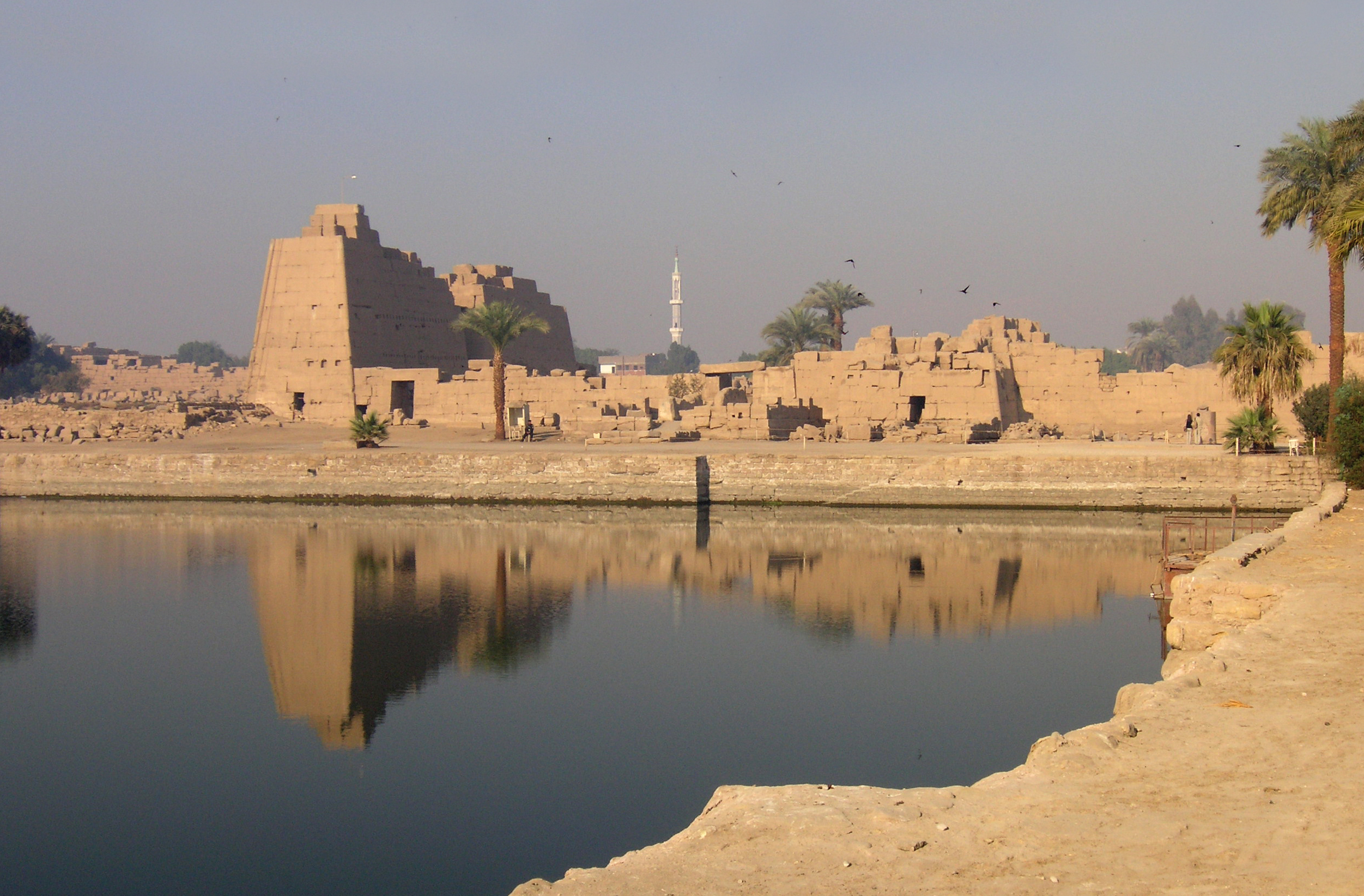
Карнакський храм
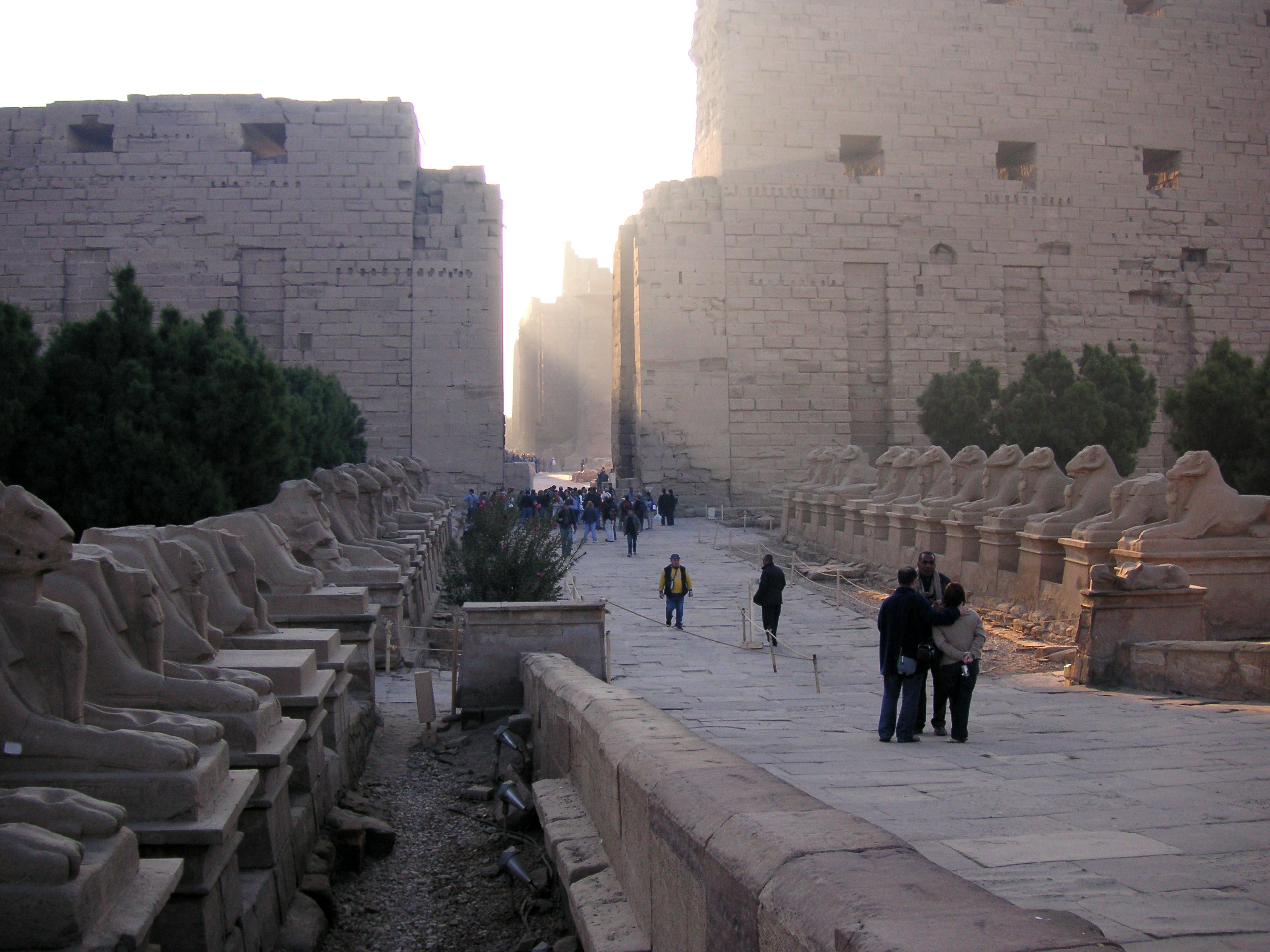
Карнакський храм. Мала алея бараноголових сфінксів
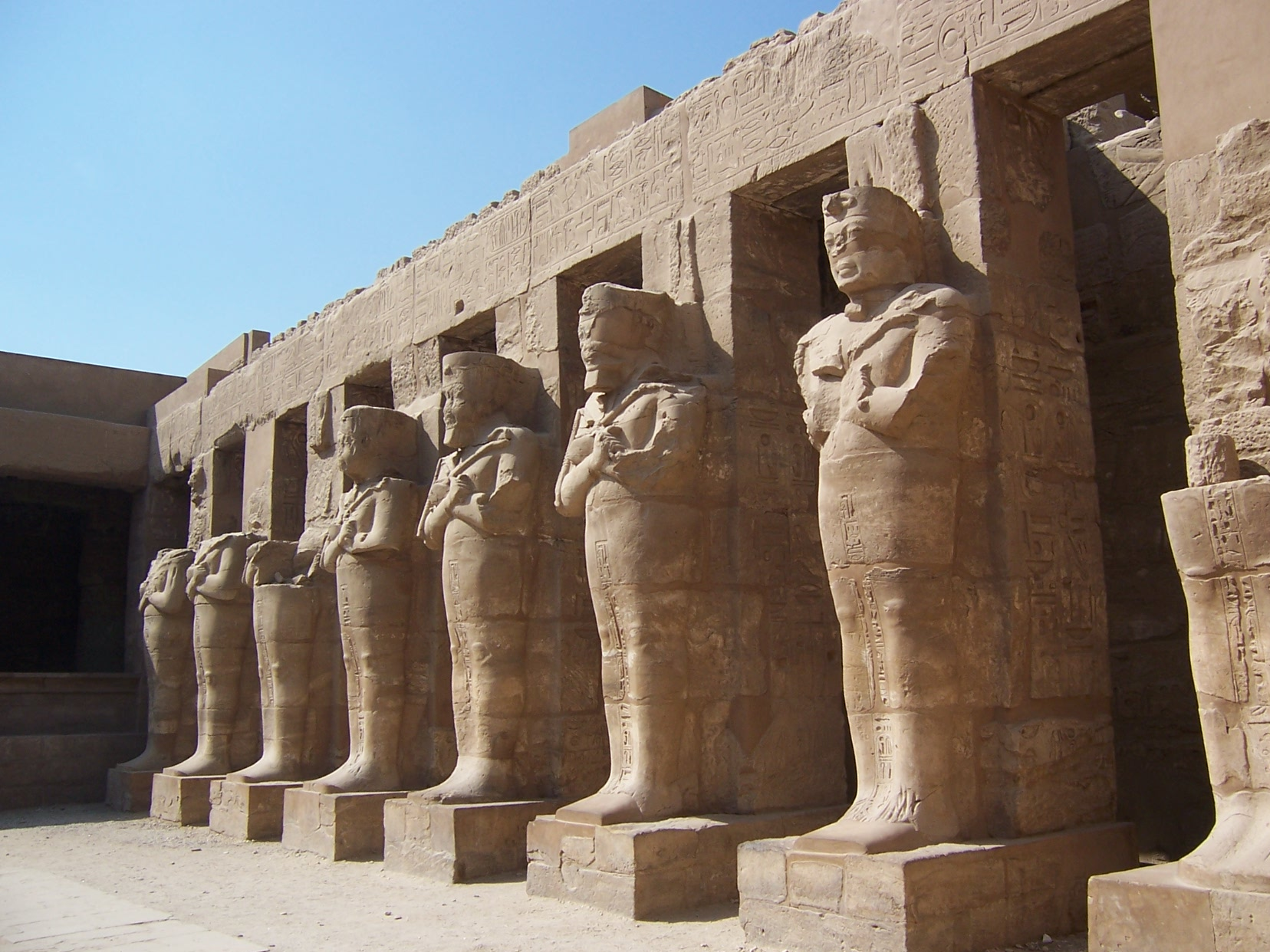
Карнакський храм, зал каріатид